# John McLaren
John Lowell McLaren (né le 29 septembre 1951 à Galveston, Texas) est un ancien receveur des ligues mineures de baseball reconverti en entraîneur. Il est l'actuel gérant par intérim des Nationals de Washington.

## Carrière de joueur
John McLaren est un receveur qui joue dans les ligues mineures de baseball de 1970 à 1976. Il passe sept saisons dans l'organisation des Astros de Houston, qui le sélectionnent au septième tour en 1970, mais il n'atteint jamais les ligues majeures.

## Carrière de manager
Instructeur sur le banc avec les Mariners de Seattle, il remplace Mike Hargrove en cours de saison 2007 au poste de manager de l'équipe lorsque Hargrove prend la décision étonnante de remettre sa démission après sept victoires consécutives de l'équipe. McLaren reste en fonction du 1er juillet 2007 au 19 juin 2008. Sous sa gouverne, Seattle affiche un dossier victoires-défaites de 68-88, pour un pourcentage de victoires de ,436. Après avoir fini en seconde place de la division Ouest de la Ligue américaine et raté les séries éliminatoires en 2007, les Mariners n'ont que 25 gains en 72 matchs en 2008 lorsque McLaren est remplacé par Jim Riggleman.
Curieusement, c'est dans des circonstances similaires que McLaren devient gérant des Nationals de Washington en cours de saison 2011. Instructeur sur le banc des Nationals, et adjoint à Jim Riggleman de surcroît, McLaren est nommé manager du club après la démission surprise, le 23 juin, de Riggleman, qui quitte après une dispute avec la direction des Nationals. Washington venait de remporter 11 de ses 12 derniers matchs à ce moment.
Les Nationals lui offrent une victoire sur les White Sox de Chicago à son premier match en remplacement de Riggleman le 24 juin 2011, mais McLaren n'est pas sur le terrain pour la célébrer puisqu'il est expulsé en cours de match pour avoir remis en question la décision d'un arbitre.

## Bilan de manager
| Équipe | Année  | Saison régulière | Saison régulière | Saison régulière | Saison régulière |  | Séries éliminatoires | Séries éliminatoires | Séries éliminatoires | Séries éliminatoires |
| Équipe | Année  | Vic.             | Déf.             | % Vic.           | Place            |  | Vic.                 | Déf.                 | % Vic.               | Résultats            |
| SEA    | 2007   | 43               | 41               | 0,511            | 2e AL Ouest      |  | -                    | -                    | -                    |                      |
| SEA    | 2008   | 25               | 47               | 0,350            | 4e AL Ouest      |  | -                    | -                    | -                    |                      |
| Totaux | Totaux | 68               | 88               | 0,436            |                  |  | 0                    | 0                    | 0,000                |                      |